# Tutuš I.

Tutuš I. (turško I. Tutuş, arabsko أبو سعيد تاج الدولة تتش السلجوقي‎) je bil  od leta 1078 do 1092 seldžuški emir Damaska in od leta 1092 do svoje smrti sultan Damaska, * 1066, † 1095.
V Damask ga je leta 1078 poslal brat Malik Šah I. na pomoč obleganemu poveljniku turških najemnikov Atcizu ibn Uvaku. Ko se je oblaganje končalo, je Tutuš usmrtil Aziza in sam prevzel oblast v Damasku.
Tutuš je dokončal gradnjo damaščanske citadele, ki jo je začel graditi njegov predhodnik. Po smrti svojega brata Malik Šaha I. je leta 1092 prevzel oblast v Siriji in se povišal v sultana. Leta 1095 sta bila Tutuš in njegov general Kakujid Ali ibn Faramurz v bitki s sultanom Barkijarukom pri Rayu poražena. Tutuš in Ali sta v bitki padla. Tutuša so po smrti obglavili in njegovo glavo razstavili v Bagdadu.
Tutuševo kraljestvo se je po njegovi smrti razdelilo med sinova Dukaka, ki je nasledil Damask, in Radvana, ki je nasledil Alep. V Damasku je leta 1104 nekaj časa vladal Tutušev najmlajš sin Irtaš.